# جبل لس
جبل لِس عبارة عن جبل بركاني خامد يقع في السعودية، ويقع تحديداً في حرة الحرة الواقعة بين منطقتي الحدود الشمالية والجوف. يبلغ ارتفاع الجبل نحو 1121 م.